# Zelzate
Zelzate là một đô thị ở tỉnh Oost-Vlaanderen. Đô thị này chỉ bao gồm thị xã Zelzate proper. Tại thời điểm ngày 1 tháng 1 năm  2006 Zelzate có tổng dân số 12.176 người. Tổng diện tích là 13,71 km² với mật độ dân số là 888 người trên mỗi km².
Zelzate bị kênh đào Ghent-Terneuzen chia đôi. Có bốn cây cầu và một đường hầm nối hai bờ với nhau. Đô thị này chịu ô nhiễm công nghiệp, có chất lượng không khí tệ nhất ở Bỉ . 

## Cư dân nổi bật
- Eric Verpaele (sinh năm 1952), nhà văn

## Thành phố kết nghĩa
Đô thị này kết nghĩa với:
- Aubenas (Pháp)
- Cesenatico (Italia)
- Delfzijl (Hà Lan)
- Schwarzenbek (Đức)
- Sierre (Thụy Sĩ)